# Ritten
Ritten (italià Renon) és un municipi italià, dins de la província autònoma de Tirol del Sud. És un dels municipis del districte i de Salten-Schlern. L'any 2007 tenia 7.144 habitants. Comprèn les fraccions d'Oberinn (Auna di Sopra), Unterinn (Auna di Sotto), Atzwang (Campodazzo), Klobenstein (Collalbo), Lengmoos (Longomoso), Lengstein (Longostagno), Gissmann (Madonnina), Mittelberg (Monte di Mezzo), Rotwand (Pietrarossa), Oberbozen (Soprabolzano), Signat (Signato), Sill i Wangen (Vanga) Limita amb els municipis de Barbian, Bozen, Kastelruth, Karneid, Völs, Jenesien, Sarntal i Villanders.

## Situació lingüística
| Pertinença lingüística (cens 2001) | 95,96% alemany |
| Pertinença lingüística (cens 2001) | 3,77% italià   |
| Pertinença lingüística (cens 2001) | 0,26% ladí     |

## Administració
| Període | Identitat               | Partit |
| ------- | ----------------------- | ------ |
| 2004-   | Ferdinand Rottensteiner | SVP    |

## Personatges il·lustres
- Peter Mayr, rebel tirolès de la revolta d'Andreas Hofer

Territori comunal

- Bruno Platter, sacerdot i teòleg.